# 中国医学協会
中国医学協会（ちゅうごくいがくきょうかい）は、日本国内で中医学の普及と発展を目指して活動する団体である。現会長は今中健二。
伝統的な中国医学の理論と実践を現代の医療に活かすことを目的として設立された。
また、専門家や一般人を対象に中医学の知識を深めるための「中医学検定」を主催している。

## 活動内容
1．中国医学の教育と指導者の育成
2．中医学検定、認定試験および資格発行
3．国内外の学術団体との連携
4．中国医学の研究とその発表
5．中国医学の診断デバイスの開発
6．中国医学に関する商品の研究開発